# Hylobates abbotti
El gibón gris occidental (Hylobates abbotti), también conocido como gibón gris de Abbott, es un primate de la familia de los gibones, Hylobatidae. Lleva el nombre del zoólogo William Louis Abbott.